# Loge (Mond)
Loge (auch Saturn XLVI) ist einer der kleineren äußeren Monde des Planeten Saturn.

## Entdeckung
Die Entdeckung von Loge durch Scott S. Sheppard, David C. Jewitt, Jan Kleyna und Brian G. Marsden auf Aufnahmen vom 5. Januar bis zum 30. April 2006 wurde am 26. Juni 2006 bekannt gegeben. Loge erhielt zunächst die vorläufige Bezeichnung S/2006 S 5. Im April 2007 wurde der Mond dann nach dem Feuerriesen Logi (auch Loge), einem Sohn des Reifriesen Fornjótr (auch Fornjot) und Bruder von Ägir (auch Ægir oder Hlér) und Kari, aus der nordischen Mythologie benannt.

## Bahndaten
Loge umkreist Saturn auf einer retrograden exzentrischen Bahn in rund 1312 Tagen. Die Bahnexzentrizität beträgt 0,187, wobei die Bahn mit 167,9° gegen die Ekliptik geneigt ist, die in dieser Entfernung vom Saturn die Laplace-Ebene darstellt.

## Aufbau und physikalische Daten
Loge besitzt einen Durchmesser von etwa 6 km.